# Carl Carlsson Gyllenhielm

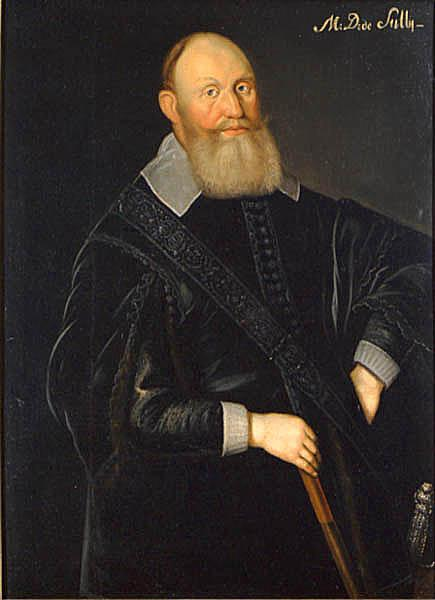
Reichsadmiral Carl Carlsson Gyllenhielm (Gemälde von Jacob Heinrich Elbfas)

Baron Carl Carlsson Gyllenhielm (* 4. März 1574; † 17. März 1650) war ein schwedischer Feldmarschall, Politiker und Reichsadmiral.

## Leben
Er war ein illegitimer Sohn Karls IX. und seiner Mätresse Karin Nilsdotter und somit der Halbbruder König Gustav II. Adolfs.
Erste militärische Erfahrungen gewann Gyllenhielm ab 1601 im Krieg gegen Polen, wobei er jedoch einige Zeit in polnische Kriegsgefangenschaft fiel. Für Gustav II. Adolf baute er die schwedische Flotte aus und organisierte des Königs Landungen in Riga (1621) und Pommern (1630) sowie die Blockade Danzigs (ab 1626). Gyllenhielm schuf 1634 ein Admiralitätskollegium (Amiralitetskollegium), das tatsächliche Kommando über die Flotte aber hatten die Admirale Clas Larsson Fleming (bis 1644) und Erik Eriksson Ryning (Neffe des früheren Reichsadmirals Axel Ryning). Mit niederländischer Hilfe besiegte die schwedische Flotte 1644/45 Dänemark im Torstenssonkrieg.
In Gyllenhielms Amtszeit als Reichsadmiral fielen aber auch 1627 eine Seeniederlage gegen Polen sowie 1628 der kampf- und ruhmlose Verlust des Flaggschiffs Vasa.